# Dunfermline City Chambers

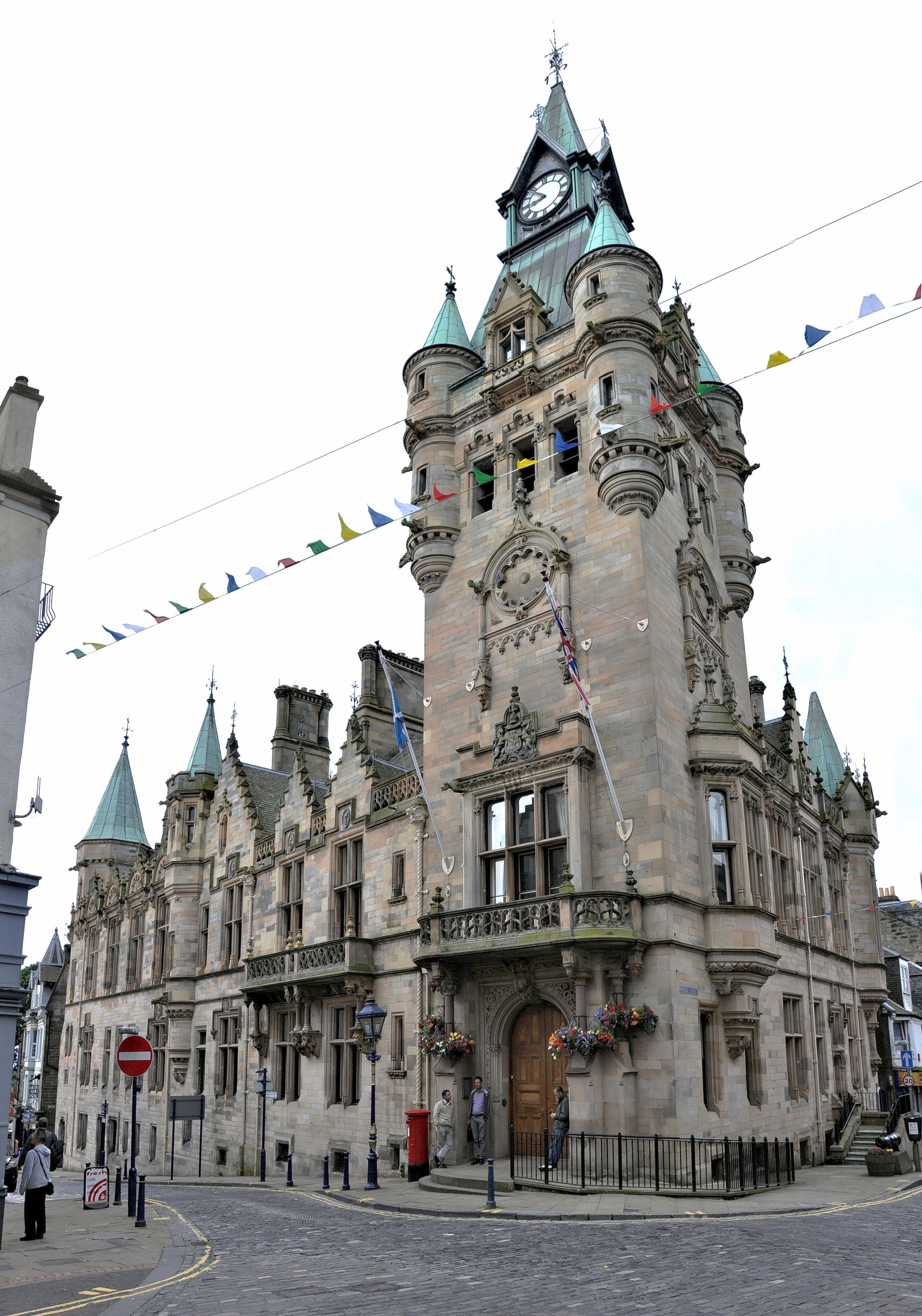
Dunfermline City Chambers

Die Dunfermline City Chambers sind das Rathaus der schottischen Stadt Dunfermline in der Council Area Fife. 1971 wurde das Bauwerk als Einzeldenkmal in die schottischen Denkmallisten in der höchsten Denkmalkategorie A aufgenommen.

## Beschreibung
Das Rathaus wurde zwischen 1876 und 1879 nach einem Entwurf des schottischen Architekten James Campbell Walker errichtet. Das hochviktorianische Eckhaus steht an der Einmündung der Kirkgate in die Bridge Street am Westrand des Dunfermliner Zentrums. Sein Mauerwerk besteht aus hellen Sandsteinquadern, die zu einem Schichtenmauerwerk verbaut wurden. Es weist einen L-förmigen Grundriss auf.
Von der Gebäudeecke ragt ein dominanter Uhrenturm auf. Er ist mit Ecktourellen, Bekrönungen und teils neogotischer Detaillierung aufwändig ornamentiert. Lukarnen mit Staffelgiebeln ragen in das Kupferdach mit Turmuhren in stilisierten Ädikulä. Die detaillierte Ausgestaltung mit auskragenden Türmchen, gliedernden Gesimsen, Bekrönungen und Staffelgiebeln ist über die Fassaden entlang der Straßen fortgeführt. Abschließende Verdachungen sind mit Fialen gestaltet und schmiedeeisern ornamentiert.